# Stefanie Sargnagel

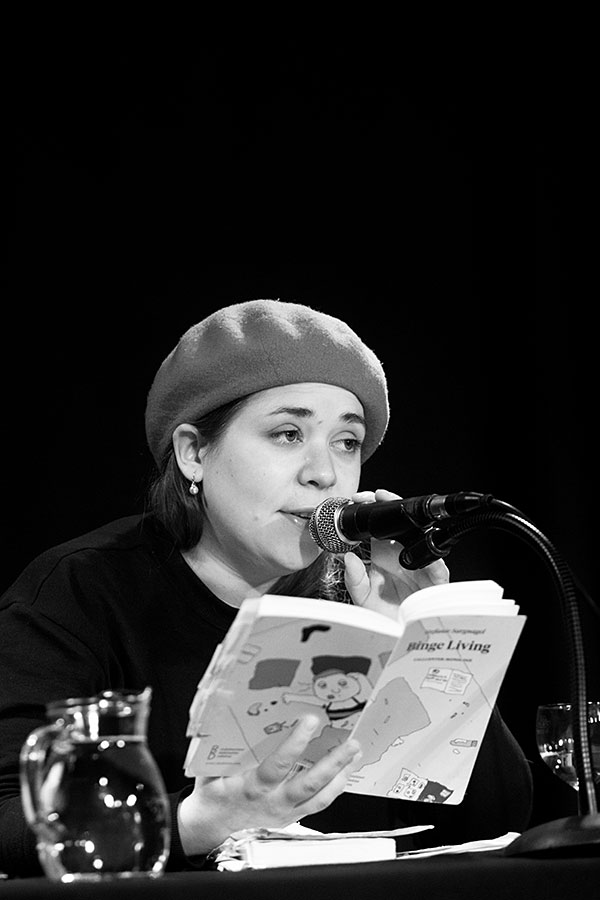
Stefanie Sargnagel lit Binge Living au ZAKK (Düsseldorf, 2016)

Stefanie Sargnagel (née Stefanie Sprengnagel le 14 janvier 1986 à Vienne) est une autrice, illustratrice et activiste autrichienne.

## Biographie
Stefanie Sargnagel est la fille d'une infirmière et d'un plombier. Elle grandit avec sa mère à Vienne dans le quartier de Hernals. Après avoir quitté l'école prématurément, elle étudie les beaux-arts avec Daniel Richter à l'Académie des beaux-arts de Vienne.
Elle publie des textes et des dessins humoristiques dans l'hebdomadaire Falter, le Süddeutsche Zeitung, Vice et la Bayerischer Rundfunk. Les sujets portent entre autres sur le Prix Bachmann, le Bal de l'opéra de Vienne et l'Oktoberfest du parti nationaliste FPÖ. Jusqu'en 2013, elle publie le fanzine Extrem Deprimierende Zines. Son compte Facebook a été temporairement bloqué en 2017. En 2019, en réponse au fait que le groupe satirique Hyäne Fischer ne représenterait pas l'Autriche au Concours Eurovision de la chanson, elle tweete « Österreich, du dummes Huankind, ich kill dich ». En conséquence, son compte Twitter a été temporairement bloqué.
Stefanie Sargnagel appartient à la Fraternité Hysteria (de), un groupe féministe qui parodie le système de Burschenschaft, qui a notamment attiré l'attention par des actions lors du Wiener Akademikerball (de), le gala annuel organisé par le parti nationaliste FPÖ. Sa marque de fabrique a longtemps été un béret rouge. Sur son site Internet, elle vend des T-shirts et des sacs imprimés de ses dessins.

## Œuvre
Son expérience en tant qu'employée d'un centre d'appels de renseignement téléphonique est la source de son premier ouvrage Binge Living. Callcenter-Monologe publié en 2013. Dans cet ouvrage elle signe ses messages avec le pseudonyme « Stefanie Fröhlich », qui n'est pas le pseudonyme qu'elle a utilisé dans le cadre de son activité dans ce centre d'appels. Dans son livre In Zukunft sind wir alle tot, publié en 2014, qui présente d'autres monologues de centres d'appels, elle annonce que son prochain livre s'intitulera Apfel für Allah, une référence au journal tenu par Rainald Goetz sur un blog, intitulé Abfall für alle.
Son livre Fitness, une compilation de publications Facebook, a été publié en 2015. À l'invitation de la jurée Sandra Kegel, elle a participé au concours du Prix Ingeborg Bachmann en 2016 où elle a reçu le Prix du Public BKS Bank doté de 7 000 euros. À la suite de cette remise de prix elle a été invitée à la résidence d'écrivain de Klagenfurt de mai à septembre 2017.
En 2017, son livre Statusmeldungen a été publié par Rowohlt-Verlag avec une sélection de publications sur Facebook entre 2015 et 2017. Elle y décrit la fin de son travail dans un centre d'appels et les contacts qu'elle a eu avec des réfugiés pendant la crise des réfugiés de 2015.
Le théâtre de Graz lui a commandé l'écriture des couplets pour une adaptation de la farce de Johann Nestroy, Einen Jux will er sich machen. La première a eu lieu en décembre 2018. Lors de la Fête de la bière de 2019, elle a fait des recherches pour l'écriture du texte Am Wiesnrand, dont la production a été créée par Christina Tscharyiski en janvier 2020 au Volkstheater de Munich. La scène du théâtre était constituée d'une panse de bière géante. Des extraits du texte ont ensuite été publiés dans le Standard et dans le Süddeutsche Zeitung. En septembre 2020 a eu lieu à la Volksbühne de Berlin la première de la pièce Iphigenie. Traurig und geil im Taurerland, dont le texte combine la tragédie d'Euripide à des œuvres de Stefanie Sargnagel, notamment les Statusmeldungen. C'est Lucia Bihler (de) qui en fait la mise en scène.
En 2020, Stefanie Sargnagel publie son premier roman, Dicht. Aufzeichnungen einer Tagediebin. Elle y raconte son adolescence, sa bande, ses petits boulots et ses expériences de drogue. Le livre a atteint la 2eme place du classement des meilleures ventes d'ouvrages en Autriche.

## Distinctions
- 2019 : Prix Sondermann de la Bande Dessinée (catégorie Förderpreis, Prix de soutien)
- 2017 : Prix du Cabaret Autrichien - Prix Spécial
- 2016 : Prix du public dans le cadre du Prix Ingeborg Bachmann 2016

## Publications
- (de) Binge Living : Callcenter Monologe, Wien, Redelsteiner dahimène edition, 2013 (ISBN 978-3-9503359-6-5)
- (de) In der Zukunft sind wir alle tot. Neue Callcenter-Monologe, Berlin, mikrotext, 2014 (ISBN 978-3-944543-37-6)
- (de) Fitness, Wien, redelsteiner dahimène, 2015 (ISBN 978-3-9503359-8-9)
- (de) Statusmeldungen, Reinbek bei Hamburg, Rowohlt, 2017 (ISBN 978-3-498-06444-0)
- (de) Der allerletzte Tag der Menschheit : Jetzt ist wirklich Schluss!, Wien, Holzbaum Verlag, 2017 (ISBN 978-3-902980-66-3)
- (de) Dicht. Aufzeichnungen einer Tagediebin, Hamburg, Rowohlt Hundert Augen, 2020 (ISBN 978-3-498-06251-4)

## Films
- Glossary of Broken Dreams (2018), film performatif de Johannes Grenzfurthner, avec Stephanie Sargnagel
- Sargnagel – Der Film  (2021), long métrage de Gerhard Ertl et Sabine Hiebler